# Royal blues
|  | Denne artikel er oprettet af botten PalnaBot ud fra en ekstern database. Den kan derfor have sproglige fejl eller mangler. Denne skabelon kan fjernes efter kontrol af indholdet. |

Royal blues er en kortfilm fra 1997 instrueret af Lotte Svendsen efter manuskript af Lotte Svendsen, Elith Nulle Nykjær Jørgensen.

## Handling
Belinda har nok at se til. Hun har ikke noget sted at bo og ingen som helst hjælp fra sin pensionistmor og søstre. Hun skal også passe kæresten Hennings hund, for Henning er i fængsel. Belinda vil så gerne have ham benådet. Og her kan Kongehuset nok hjælpe, så hvad med at møde prinsen på en fin natklub? Men når man hverken har råd til tøj eller entré, kan man tjene penge ved at optræde som syngende telegram.